# Palais de Tokyo

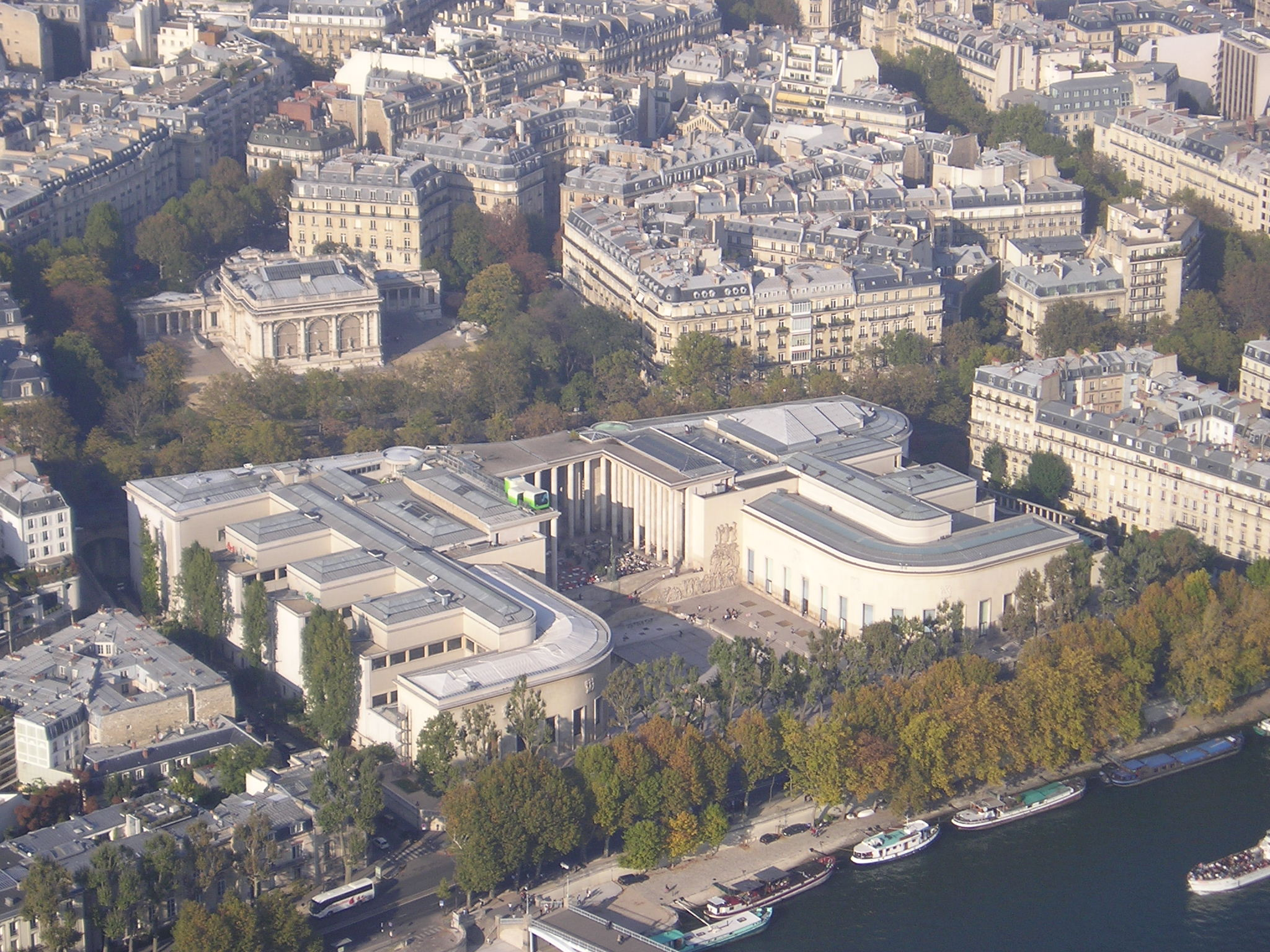
Vista del Palais de Tokyo desde la Torre Eiffel. El ala este está a la derecha.

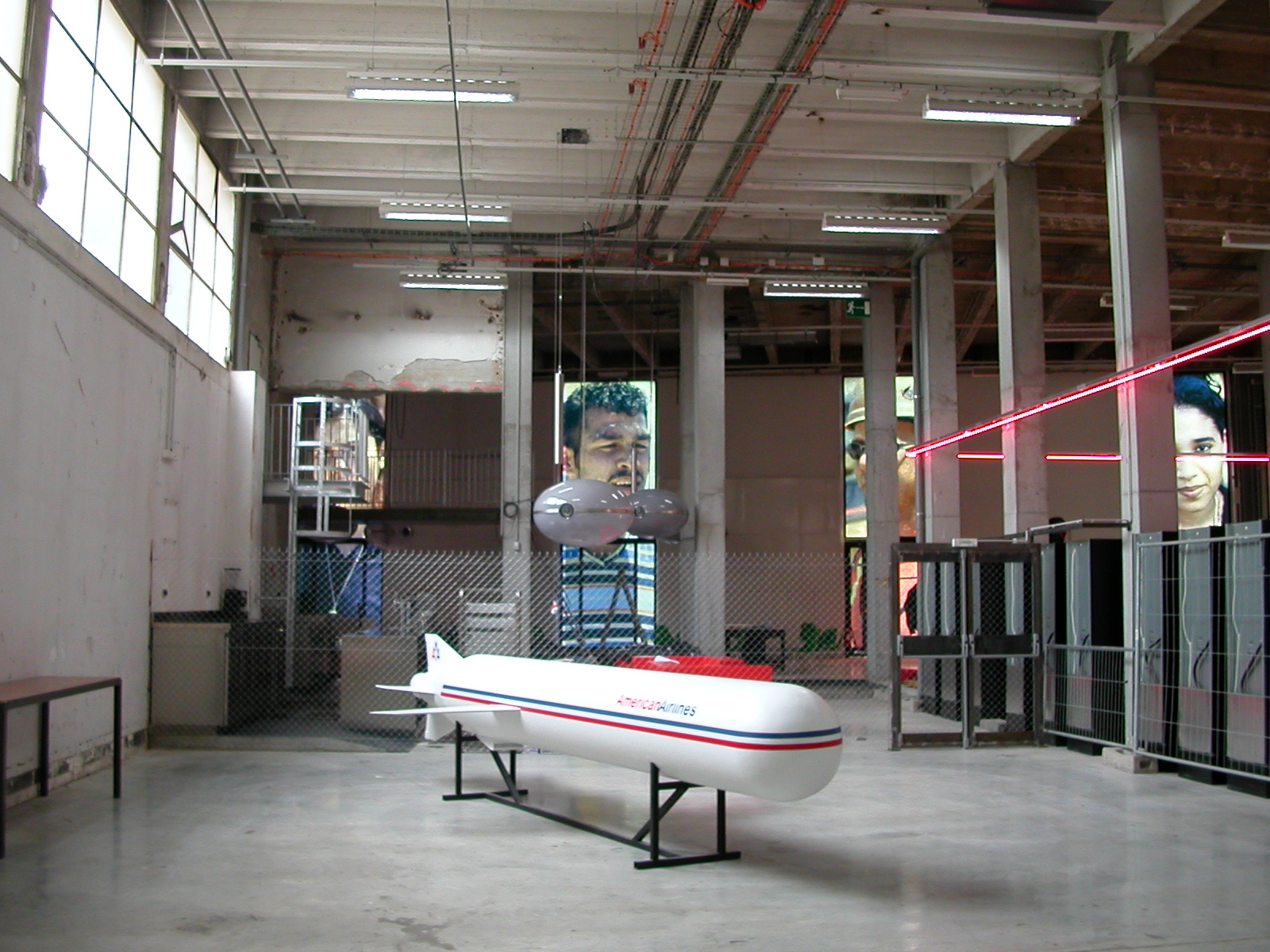
Una exposición en el Palais de Tokyo / Site de création contemporaine.

El Palais de Tokyo (en español, Palacio de Tokio) es un edificio dedicado al arte moderno y contemporáneo situado en el 13 avenue du Président-Wilson, cerca del Trocadéro, en el distrito 16 de París. El ala este del edificio pertenece al Ayuntamiento de París y alberga el Museo de Arte Moderno de París. El ala oeste pertenece al Estado francés y alberga desde 2002 el Palais de Tokyo / Site de création contemporaine.
El edificio está separado del Sena por la avenue de New-York, que se llamaba antiguamente Quai Debilly y posteriormente Avenue de Tokio (de 1918 a 1945). El nombre Palais de Tokyo procede del nombre de esta calle.

## Historia
El monumento fue inaugurado por el Presidente Lebrun el 24 de mayo de 1937 para la Exposición Internacional de París. El nombre original del edificio era Palais des Musées d'art moderne ("Palacio de los Museos de arte moderno"). Desde entonces ha albergado varios establecimientos, proyectos y espacios creativos, entre ellos le musée d'art et d'essai (1977–1986), FEMIS, el Centre National de la Photographie, y en 1986 el Palais de Cinema. El centro de arte contemporáneo actual obra de los arquitectos Anne Lacaton y Jean-Philippe Vassal, abrió al público en marzo de 2002 con el nuevo nombre "Site de création contemporaine" (lugar de creación contemporánea). Está especializado en el panorama artístico emergente francés e internacional. Sin colección permanente, no es un museo y produce todas sus exposiciones.

## Le Pavillon
Le Pavillon fue creado en 2001. Concebido como un estudio y espacio de laboratorio para artistas y conservadores invitados al proyecto, Le Pavillon es un programa experimental, diseñado para mostrar la creatividad juvenil de los artistas residentes.
 Desde la apertura del edificio, el director del programa ha sido el artista y director de cine Ange Leccia.

## Palais /
El Museo también publica la revista Palais /, con tres ediciones anuales (Primavera, Otoño y Verano), que fue creada por Marc-Olivier Wahler. La revista contiene artículos que giran en torno a un tema artístico central elegido para cada edición. Los temas son conceptuales, y se exploran usando fotografía, diferentes medios artísticos, ensayos, y a veces medios experimentales. El tema generalmente coincide con la exposición en el museo en cada momento.
Además de Palais /, Palais de Tokyo también ha publicado cinco volúmenes de una enciclopedia de arte contemporáneo, De los cantos tiroleses a la Física Cuántica, entre 2007 y 2011.

## Director
En marzo de 2002, Nicolas Bourriaud y Jérome Sans presentaron el "Site de création contemporaine" en el ala oeste del Palais de Tokyo. Dotado con un presupuesto limitado, pero dirigido por un equipo brillante y comprometido, pronto se hizo conocido como Palais de Tokyo, haciendo rápidamente su marca como creador de tendencias en el mundo del arte. Marc-Olivier Wahler, antiguo director de The Swiss Institute (donde dirigió exposiciones como Extra, con el artista francés Bruno Peinado), dos veces director del Contemporary Art New York (2000 y 2006), y cofundador del Centre d’art Neuchâtel (CAN), dirigió el Palais de Tokyo de 2006 a 2012. Pierre Cornette es el presidente de la Asociación del Palais de Tokyo. El actual presidente del Palais de Tokyo es Jean de Loisy.